# 발연황산
발연황산(發煙黃酸)은 삼산화황을 97∼98%의 진한 황산에 흡수시킨 것으로 무색의 끈적끈적한 액체이다. 항상 SO3의 흰 연기를 내므로 이 이름이 붙었다. 부식성이 강하므로, 취급하는 데 주의하여야 한다. 묽은 질산으로부터 진한 질산을 만들 때 많이 이용되며, 또 설폰화제, 탈수제 및 산화제 등으로도 쓰인다. 화약이나 염료 등을 제조하는 데 중요하다.